# I Musici de Montréal
I Musici de Montréal ist ein professionelles Kammerorchester aus der kanadischen Stadt Montreal. Das Repertoire umfasst barocke bis zeitgenössische klassische Musik.
Gegründet wurde das Orchester im Jahr 1983 durch Yuli Turovsky, der bis zur Saison 2010/11 Dirigent war. Das erste Konzert fand am 8. November 1984 statt. Das Ensemble umfasst 13 Musiker, die unter den Absolventen der McGill University, der Université de Montréal und des Montrealer Konservatoriums rekrutiert werden. 2011 wurde Jean-Marie Zeitouni Dirigent des Kammerorchesters.
Das Orchester hat über 40 Tonträger veröffentlicht. Mehrere davon wurden mit Preisen ausgezeichnet, beispielsweise 1988 mit dem Diapason d’or für die 14. Sinfonie von Schostakowitsch. Bisher trat das Orchester in über 50 Ländern auf; zu den bekanntesten Auftrittsorten gehören das Lincoln Center und die Carnegie Hall in New York, das Gewandhaus in Leipzig und die Tonhalle in Zürich.